# Javier Aguirre Fernández
Javier Aguirre Fernández (San Sebastián, Guipúzcoa, 13 de junio de 1935 - Madrid, 4 de diciembre de 2019) fue un director de cine, productor, director de fotografía y guionista español.

## Biografía
Empezó los estudios cinematográficos en la Escuela Oficial de Cinematografía, mientras escribía como crítico de cine en las revistas Radiocinema, Film Ideal y Primer Plano, empezando en el mundo profesional como ayudante de dirección en 1958.
Durante los años 1960 y 1970 alternó películas comerciales —de todo tipo de género, desde el terror al destape— con cortometrajes experimentales y de vanguardia, trabajos que le situaron en ese momento como el más interesante director experimental español, especialmente gracias a los cortometrajes que aúnan su concepto del «anticine». Sus cortos han sido premiados en festivales como los de Venecia, San Sebastián, Valladolid, Bilbao o Estrasburgo.
En 1981 dirigió Vida/Perra, un monólogo cinematográfico, heredero de sus experiencias como cortometrajista.
En 2017, se estrenó, en el 20 Festival de Málaga, el documental "(aguirre)", sobre su cine de vanguardia, dirigido y montado por Antonio Peláez Barceló.
El 14 de noviembre de 2019 recibió, conjuntamente con su esposa Esperanza Roy, la medalla de oro de la Academia de las Artes y las Ciencias Cinematográficas de España por ser "dos miembros del sector cinematográfico con muchos años de oficio".
Falleció en Madrid el 4 de diciembre de 2019 a los 84 años de edad.

## Cortometrajes
| - Tiempo de dos (1960) - Pasajes tres (1961), (ganador de la Concha de Oro en la categoría de Mejor Cortometraje en el Festival de Cine de San Sebastián) - A ras del río (1961) - Tiempo de playa (1961) - Espacio dos (1961) - Playa insólita (1962) - Tiempo abierto (1962), (premio al Mejor Cortometraje en Lengua Española en el Festival de Cine de San Sebastián) - Vizcaya cuatro (1962) - Toros tres (1962) - Tiempo de pasión (1963) - Blanco vertical (1963) - Mujer contra toro (1963) - Canto a la esperanza (1963) - Artesanía en el tiempo (1964) - Espacio muerto (1965) - La España diferente (1969) - Vau seis (1970) - UTS cero (Realización I) (1970) | - Temporalidad interna (1970) - Múltiples, número indeterminado (1970) - Impulsos ópticos en progresión geométrica (realización II) (1970) - Che Che Che (1970) (sobre Che Guevara) - Fluctuaciones entrópicas (1971) - Tercer plan de desarrollo económico y social (1972) - Costa del Sol malagueña (1972) - Tautólogos plus X (1974) - Vibraciones oscilatorias (1975) - Exosmosis (1975) - Continuum I (1975) - Underwelles (1975) (sobre Orson Welles) |

## Anticine
En torno a algunos de estos cortometrajes y a su manera radical de concebir la vanguardia audiovisual,
publica en 1972 el libro-manifiesto Anticine, uno de los pocos manifiestos experimentales españoles, en el que expone las posibilidades antinarrativas del cine, y en el que acuña el propio término «anticine».

## Filmografía
| Año  | Película                               | Funciones            |
| ---- | -------------------------------------- | -------------------- |
| 1965 | España insólita                        | Director             |
| 1967 | Los chicos con las chicas              | Director             |
| 1968 | Los que tocan el piano                 | Director             |
| 1968 | Una vez al año, ser hippy no hace daño | Director             |
| 1969 | Soltera y madre en la vida             | Director             |
| 1970 | Pierna creciente, falda menguante      | Director             |
| 1970 | El astronauta                          | Director             |
| 1970 | De profesión sus labores               | Director             |
| 1972 | Soltero y padre en la vida             | Director y guionista |
| 1973 | El asesino está entre los trece        | Director             |
| 1973 | El jorobado de la Morgue               | Director             |
| 1974 | El gran amor del conde Drácula         | Director y guionista |
| 1974 | El insólito embarazo de los Martínez   | Director             |
| 1975 | El mejor regalo                        | Director             |
| 1977 | Esposa de día, amante de noche         | Director             |
| 1977 | Carne apaleada                         | Director             |
| 1977 | Acto de posesión                       | Director             |
| 1979 | Rocky Carambola                        | Director             |
| 1980 | La guerra de los niños                 | Director             |
| 1980 | Los pecados de mamá                    | Director             |
| 1982 | Las locuras de Parchís                 | Director y guionista |
| 1982 | Vida/Perra                             | Director             |
| 1982 | En busca del huevo perdido             | Director y guionista |
| 1982 | Ni te cases ni te embarques            | Director y guionista |
| 1983 | Parchís entra en acción                | Director             |
| 1983 | Gente / Personas                       | Director             |
| 1986 | La monja alférez                       | Director y guionista |
| 1987 | El polizón del Ulises                  | Director y guionista |
| 1987 | Continuum                              | Director             |
| 2000 | Voz                                    | Director             |
| 2002 | Zero Infinito                          | Director             |
| 2003 | Variaciones 1/113                      | Director             |
| 2006 | Dispersión de la luz                   | Director             |
| 2006 | Medea 2                                | Director             |
| 2009 | Sol                                    | Director             |

## Premios y distinciones
Festival Internacional de Cine de San Sebastián
| Año  | Categoría                           | Película    | Resultado |
| ---- | ----------------------------------- | ----------- | --------- |
| 1961 | Concha de Oro al mejor cortometraje | Pasaje tres | Ganador   |

Medallas del Círculo de Escritores Cinematográficos.
| Año  | Categoría          | Película    | Resultado |
| ---- | ------------------ | ----------- | --------- |
| 1961 | Mejor cortometraje | Pasaje tres | Ganador   |